# Gare de Merzig
La gare de Merzig (Sarre) est une gare ferroviaire de la ville de Merzig dans la Sarre en Allemagne.

## Situation ferroviaire
La gare est située au point kilométrique (PK) 39,2 de la ligne de Sarrebruck à Trèves (Saarstrecke), entre les gares ouvertes de Fremersdorf et Merzig Stadtmitte.

## Histoire
En 1917, elle devient une gare de bifurcation en étant l'aboutissement de la ligne de Bettelainville à Merzig mise en service par la Direction générale impériale des chemins de fer d'Alsace-Lorraine et inaugurée le 1er novembre 1917.

## Service des voyageurs

### Desserte
La gare est desservie par des trains Regional-Express et Regionalbahn en direction de Trèves et Coblence d'une part, ainsi que vers Sarrebruck, Hombourg, Saint-Wendel et Kaiserslautern d'autre part.